# Rissomangelia compacta
Rissomangelia compacta é uma espécie de gastrópode do gênero Rissomangelia, pertencente a família Conidae.